# Tselfatiiformes
Tselfatiiformes (лат.) — вымерший отряд костных рыб инфракласса костистых (Teleostei). Отряд позволяет проследить за самым важным этапом распространения морских костистых в меловом периоде. Окаменелости Tselfatiiformes известны из Европы, Северной Америки, центральной и северной Южной Америки, Среднего Востока и Северной Африки.
Отряд появился в позднем альбе у побережий Европы и Северной Африки и распространился в сеномане и туроне по океану Япетус к северным побережьям Южной Америки, Мексиканскому заливу и Западному внутреннему морю. В коньякском и сантонском веках эти рыбы встречались в большом количестве в прибрежных водах Северной Америки, но исчезли из Европы и Северной Африки. Немного видов ещё оставалось в кампанском веке в Мексиканском заливе и только представители семейства Plethodidae просуществовали до конца маастрихта.

## Характеристика
Роды и виды Tselfatiiformes характеризуются приподнятой спиной, основная часть её длины приходится на высокий спинной плавник. Грудные плавники высокие. Брюшные плавники могут присутствовать или отсутствовать; если присутствуют, то поддерживаются шестью или семью плавниковыми лучами. Хвостовой плавник раздвоен, в нём 18 основных плавниковых лучей. Большинство плавниковых лучей несегментированные. Верхняя челюсть состоит из предчелюстной и верхнечелюстной костей. Нёбо тоже покрыто зубами.

## Систематика
Tselfatiiformes не могут быть отнесены к какой-либо группе внутри костистых. Дальнейшие кладистические исследования основы их остеологических характеристик позволили установить, что эти рыбы являются примитивными Clupeocephala и являются плезиоморфной сестринской группой к кладе, состоящей из Otocephala (Clupeomorpha и Ostariophysi) и Euteleostei.